# 査拳
査拳（さけん）は、査滑拳（さかつけん）とも呼ばれる中国大陸で発祥した拳足による打撃技及び器械武術を特徴とする武道、格闘技で中国武術の一種。

## 歴史
古くから、山東省および河北省で盛んであったが、その正確な起源は定かではない。一説によると始祖は、福建省福州市にあった、張尹庄でこれから習得した査尚義（原名：査密爾）が部族である新疆地方の回民族に伝えたとする説、また伝承者に滑宗岐、武殿璋らがおりこれらの姓から拳法名を取ったとされる。
一説では、始祖の査密爾は新疆地方の回民族出身で、明末の時代、明朝の命を受けて従軍した際、病で休んだ山東省冠県にて自らの拳法を伝えることになったという。
また別説には、査密爾は清末の時代の人で、義憤により従軍した際、病で休んだ河北省にて拳法を伝えたとする説、などがある。

## 内容
十套の套路が伝えられている。
- 一路…母手
- 二路…行手
- 三路…飛脚
- 四路…昇平
- 五路…関東
- 六路…埋伏
- 七路…梅花
- 八路…連環
- 九路…龍擺尾
- 十路…串拳

一般には四路と五路が広く行われている。

## 参考
- 松田隆智、水田徳隆『教門長拳 中国武術入門』土屋書店、1985年。ISBN 978-4806902485。